# Google Labs
Google Labs (pol. Laboratorium Google) – nieistniejąca już strona utworzona przez amerykańskie przedsiębiorstwo Google, która przeznaczona była do prezentowania oraz testowania nowych projektów.
Przedstawiciele Google opisali projekt Google Labs jako „plac zabaw, gdzie nasi bardziej przedsiębiorczy użytkownicy mogą zabawiać się z prototypami niektórych z naszych dzikich i zwariowanych pomysłów, a także mogą przedstawiać opinie bezpośrednio do inżynierów, którzy je rozwinęli”.
W lipcu 2011 roku Google ogłosił, że zawieszają projekt Google Labs.